# Brian Higgins
Brian Michael Higgins (Buffalo, 6 ottobre 1959) è un politico statunitense, membro della Camera dei Rappresentanti per lo stato di New York dal 2005 al 2024.

## Biografia
Laureato in scienze politiche, Higgins lavorò come membro del consiglio comunale della città di Buffalo dal 1988 al 1993. Successivamente studiò ad Harvard, dove ottenne un master in amministrazione pubblica nel 1996. Dal 1999 al 2004 fu deputato all'Assemblea di Stato di New York come esponente del Partito Democratico.
Nel 2005 venne eletto alla Camera dei Rappresentanti, dove poi fu riconfermato con ampio margine negli anni seguenti.
Higgins è un democratico moderato, membro della New Democrat Coalition. È favorevole all'aborto e si batte soprattutto sulle questioni sanitarie, difendendo gli anziani e la ricerca sul cancro.
Quando Hillary Clinton divenne Segretario di Stato, Higgins fu considerato fra i suoi probabili successori al Senato, ma alla fine gli venne preferita la collega deputata Kirsten Gillibrand.